# Antsampandrano (Antanifotsy)
Pour les articles homonymes, voir Antsampandrano.
Antsampandrano est une commune urbaine malgache, située dans la partie est de la région de Vakinankaratra.